# Tót-hegyes
Tót-hegyes är ett berg i Ungern. Det ligger i den centrala delen av landet, 70 km nordost om huvudstaden Budapest. Toppen på Tót-hegyes är 801 meter över havet, eller 167 meter över den omgivande terrängen. Bredden vid basen är 4,7 km.
Terrängen runt Tót-hegyes är huvudsakligen kuperad. Runt Tót-hegyes är det ganska tätbefolkat, med 56 invånare per kvadratkilometer. Närmaste större samhälle är Parádsasvár, 11,6 km öster om Tót-hegyes. I omgivningarna runt Tót-hegyes växer i huvudsak lövfällande lövskog.